# Napevek
Napevek ali jingle, tudi džingel, je kratka melodija oziroma napev, namenjen za oglaševanje in ostalo komercialno rabo in je sinonim za nek izdelek. 
Napevek vsebuje vsaj enega ali več refrenov, ki gredo hitro v uho in so všečni širokemu krogu ljudi, ki promovirajo točno določen izdelek, po navadi z uporabo enega ali več sloganov. Oglaševalci uporabljajo napevke v radijskem in televizijskem oglaševanju. Je nekakšna zvočna zaščitna blagovna znamka, s katero se poistovetimo s točno določeno stvarjo in je ponekod v tujini v določenih primerih tudi avtorsko zaščiten zvočni zapis, ki se ne sme uporabljati nikjer drugje kot v izvirnem oglasu.

## Zgodovina
Napevek v resnici nima pravega statusa: njegova vpeljava v radio je bila prej proces evolucije kot pa nenadne iznajdbe. Oglaševanje produktov z glasbeno podlago se prvič pojavi leta 1923, takrat ko se v Združenih državah Amerike prvič pojavi radijsko oglaševanje. Če sploh kateri, za katerega lahko trdimo da je prvi pravi jingle, potem je to oglas za podjetje General Mills, ki je kot prvo na svetu predvajalo pojočo reklamo "Have You Tried Wheaties?" na božični večer leta 1926 na radiu v Minneapolis–Saint Paul.